# La guerra y el sueño de Momi
La guerra y el sueño de Momi (La guerra ed il sogno di Momi) es una película muda italiana de 1917 en la que hay secuencias con animación de muñecos mediante la técnica del paso de manivela y se emplearon otros efectos especiales.

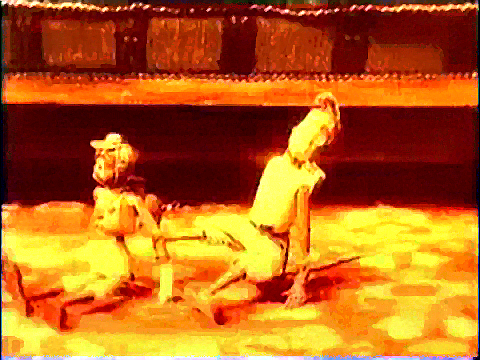
Fotograma de la película.

## Trama
El padre de la pequeña Momi se va a la Gran Guerra, y se mantiene en contacto con su familia a través del correo. El abuelo de Momi lee las cartas de su hijo, que contienen historias de batallas, y después de la lectura, la niña se queda dormida y sueña fantasías bélicas (representadas por los muñecos animados) y acciones lideradas por su valiente padre, hasta el triunfo final.

### Videos
- La guerra y el sueño de Momi (1917) 1/3
- La guerra y el sueño de Momi (1917) 2/3
- La guerra y el sueño de Momi (1917) 3/3

- Datos: Q3822705
- Multimedia: La guerra e il sogno di Momi / Q3822705